# Nadežda Petrović
Nadežda Petrović (Čačak, 1873. – Valjevo, 1915.), najznačajnija srpska slikarica s kraja 19. i početka 20. stoljeća. 

## Život
S obitelji se 1884. godine preseljava u Beograd. Višu žensku školu završila je u Beogradu 1891. godine. Sljedeće 1892. godine polaže ispit za nastavnicu crtanja u srednjim školama te postaje učenica u ateljeu Đorđa Krstića. 1896/97. godine pohađa školu kod Cyrila Kutlika. Od 1898. godine počinje školovanje u Münchenu u ateljeu Slovenca Antona Ažbea.
Već 1900. godine imala je prvu samostalnu izložbu u Beogradu. Godine 1901. započinje rad u ateljeu Juliusa Extera u Münchenu. Od 1904. godine angažira se u domovini oko Prve jugoslavenske umjetničke izložbe, osnivanja Lade i Prve jugoslavenske umjetničke kolonije (Sićevo, Pirot, 1905. godine).
Do 1912. godine izlaže na mnogobrojnim izložbama: Izložba Lade; Izložba jugoslavenske kolonije 1907; Izložba srpskog umjetničkog udruženja 1908; Druga samostalna izložba u Ljubljani 1910; iste godine u Parizu na Jesenskom salonu i u Zagrebu u okviru grupe Medulić; sljedeće 1911. godine izlaže u srpskom paviljonu na Međunarodnoj izložbi u Rimu, na Salonu internacionalne unije i Jesenskom salonu u Parizu.
U Beogradu 1912. godine otvara slikarsku školu i sudjeluje na četvrtoj jugoslavenskoj izložbi. 
U Prvom balkanskom ratu sudjeluje kao dobrovoljna bolničarka na bojišnici. Sa srpskom vojskom je ponovo 1913. i 1914. godine. Umrla je od tifusa u Valjevu gdje je bila na dužnosti dobrovoljne bolničarke.

## Umjetnički rad
Slikarstvo Nadežde Petrović, najznačajnije srpske umjetnice s početka 20. stoljeća uvodi srpsku umjetnost u tokove suvremene europske umjetnosti. Zahvaljujući njenom duhu koji je, iz male Srbije, stremio modernom svijetu, ali i sretnim okolnostima da se početkom 20. stoljeća školovala u likovnim središtima Europe, njeno slikarstvo ide, najvećim dijelom, u korak s europskim ekspresionizmom, a ponekad se i približava tada još neafirmiranoj apstrakciji.
Na njenim najboljim radovima dominiraju velike površine, njene omiljene užareno crvene boje i, njoj komplementarna, zelena. Ljubav prema bojama stvara na nekim platnima koloristički vrtlog gdje se, pored ostalih, ističu fovistička ljubičasta, plava i crna boja. Snažni potezi kista i široki i gusti, pastozni namazi ponekad platno pretvaraju u dinamičnu reljefastu površinu. Voljela je slikati portrete i pejzaže, a njeno domoljublje ogledalo se i u čestom izboru tema iz nacionalne povijesti i slikanju ljudi i predjela Srbije.
Djelo Nadežde Petrović, u cjelini, zrači strašnom ekspresijom, snagom i hrabrošću ove jedinstvene slikarice s Balkana. Školovanje u Münchenu, posjete Parizu i Italiji i stalni povratak tradicionalnoj Srbiji ostavili su trag na njenim platnima, te se njen opus može podijeliti na nekoliko razdoblja.

### Münchensko razdoblje (1898. – 1903.)
Prvi dio - učenje u školi Antona Ažbea, slovenskog slikara (Bavarac, kopije starih majstora).
Drugi dio - rad u ateljeu Juliusa Extera, jednog od osnivača münchenske Secesije (Bavarac sa šeširom, Vodenica, Iberze, Borova šuma, Jelova šuma, Akt s leđa)
- Drvo u šumi, 1902., Narodni muzej Beograd
- Bavarac sa šeširom, 1900, Umjetnička galerija "Nadežda Petrović" Čačak

### Srbijansko razdoblje (1903. – 1910.)
Prvi dio - poslije 1903. (Stablo u šumi, Resnik - više studija, Staro groblje, Žetva, Domaćin, Djevojče iz Sićeva, Sićevo - više studija, Guslar, Redovnik) 
Drugi dio - poslije Italije 1907. (Dereglije na Savi, Žena sa suncobranom, Anđa, Staro beogradsko groblje) 
- Resnik, 1904., Narodni muzej Beograd
- Portret starice (Milevica Petrović), 1909, Umjetnička galerija "Nadežda Petrović" Čačak
- Prizrenka (Ciganka), 1905, Umjetnička galerija "Nadežda Petrović" Čačak

### Pariško razdoblje (1910. – 1912.)
(Most na Seni, Kej na Seni, Kraljević Marko i Miloš Obilić, Bulonjska šuma, More, Plaža u Bretanji, Bogorodičina crkva u Parizu)
- More, 1910., Umetnička galerija "Nadežda Petrović" Čačak

### Ratno razdoblje (1912. – 1915.)
(Čaršija, Stari šedrvan u Prizrenu, Prizren, Gračanica - nekoliko studija, Kosovski božuri - nekoliko studija, Dušanov most, Vezirov most, Ruševine, Valjevska bolnica)
- Stari šadrvan u Prizrenu, 1913, Umjetnička galerija "Nadežda Petrović" Čačak
- Gračanica, 1913., Umjetnička galerija "Nadežda Petrović" Čačak
- Turski most
- Polje kosovskih božura
- Stari Prizren

## Osnovna literatura
1. Stanislav Živković, Nadežda Petrović (1873-1915), ZLUMS, Novi Sad 1966.
2. Miodrag B. Protić, Srpsko slikarstvo XX veka, knjiga I, Nolit, Beograd 1970.
3. Lazar Trifunović, Srpsko slikarstvo 1900-1950, Beograd 1973.
4. Katarina Ambrozić, Nadežda Petrović 1873-1915, Beograd 1978.
5. K. Ambrozic, Nadežda Petrović (1873-1915), Bayerische Staatsgemuldesammlungen/Neue Pinakothek, München 1985.
6. Katalog stalne postavke sa vodičem kroz zbirke, Umetnička galerija "Nadežda Petrović", Čačak 1995.
7. Nadežda Petrović 1873-1915, PUT ČASTI I SLAVE, katalog, Beograd 1998.

## Vanjske poveznice
- Umjetnička galerija "Nadežda Petrović" Čačak  Arhivirana inačica izvorne stranice od 17. lipnja 2012. (Wayback Machine)
- http://www.nadezdapetrovic.co.yu  Arhivirana inačica izvorne stranice od 14. lipnja 2009. (Wayback Machine)
- [neaktivna poveznica]